# Clytellus serratulus
Clytellus serratulus es una especie de escarabajo longicornio del género Clytellus, tribu Clytellini, orden Coleoptera. Fue descrita científicamente por Holzschuh en 1991.

## Descripción
Mide 3,9-4,6 milímetros de longitud.

## Distribución
Se distribuye por Laos y Tailandia.